# La Chapelle-Saint-Fray
 La Chapelle-Saint-Fray  es una población y comuna francesa, situada en la región de Países del Loira, departamento de Sarthe, en el distrito de Mamers y cantón de Conlie.

## Demografía
| 268 | 238 | 174 | 241 | 330 | 364 |
| Para los censos de 1962 a 1999 la población legal corresponde a la población sin duplicidades (Fuente: INSEE [Consultar]) |     |     |     |     |     |